# José Manuel Semedo Azevedo
José Manuel Semedo Azevedo (Lagoa, Algarve, 14 de Abril de 1907 - Albufeira, 28 de Fevereiro de 1968) foi um padre, historiador e arqueólogo amador português.

## Biografia

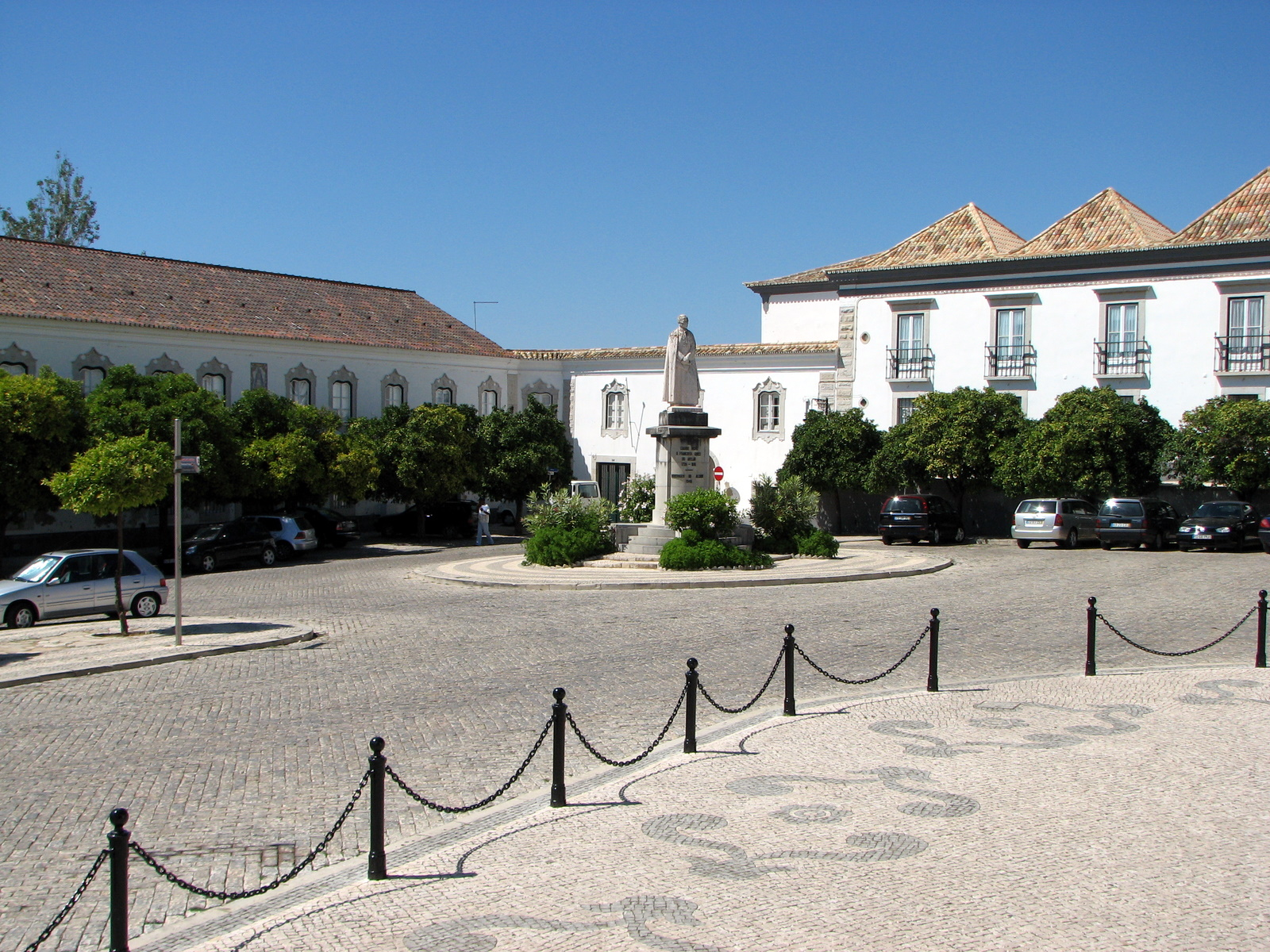
O Seminário (à esquerda) e Paço (à direita) Episcopais de Faro.

### Nascimento e educação
José Manuel Semedo Azevedo nasceu na vila de Lagoa, em 14 de Abril de 1907.
Frequentou o Seminário de Faro, onde se ordenou em 1931.

### Carreira eclesiástica e científica
Começou a sua carreira eclesiática na aldeia de Alferce, como vigário do pároco de Monchique. Foi transferido para a vila de Albufeira em meados da Década de 1930, onde exerceu como padre.
Dedicou-se ao estudo histórico do concelho de Albufeira, tendo sido um dos principais impulsionadores da criação do Museu Arqueológico e Histórico de Albufeira, para onde transferiu o acervo histórico da paróquia. Também catalogou os primeiros vestígios arqueológicos que foram encontrados na Herdade da Retorta. Foi sócio correspondente da Academia Portuguesa da História e do Instituto Português de Heráldica, para o qual estudou os brasões de armas de Albufeira.
Também fez investigações no campo da religião, especialmente sobre o beato Vicente de Santo António.
Fundou e foi o primeiro director do periódico Notícias de Albufeira.

### Falecimento
José Manuel Semedo Azevedo faleceu em 28 de Fevereiro de 1968, em Albufeira.

## Homenagens
Em sua homenagem, a Câmara Municipal de Albufeira colocou o nome de José Manuel Semedo Azevedo foi colocado numa rua da vila. Também foi homenageado num trabalho elaborado por Patrícia Santos Batista em 2012, no âmbito do programa Pioneiros do Conhecimento, do Sistema de Avaliação do Desempenho da Administração Pública

## Obras
- Problemas do Turismo Algarvio - Os museus são centros de atracção turística
- Pequena Monografia de um painel de azulejo da Ressureição no seu desenho primitivo
- Nossa Senhora da Orada: seu culto na história de Portugal (1956)
- Procissões de Semana Santa e de Páscoa não contidas no Missal Romano: guia litúrgico: Segundo costumes Centenários de Portugal (1960)
- Memória Descritiva do Presépio Monumental do Museu Arqueológico e Histórico (1962)
- Albufeira Medieval (1963)
- Museu arqueológico e histórico de Albufeira: história dos seus primeiros anos (1964)
- Algarve: terra de Santa Maria desde os primitivos tempos do cristianismo (Comunicação ao Congresso de Estudos Comemorativo do Primeiro Centenário do Sameiro, em Junho de 1964)
- Beato Vicente de Albufeira: sua vida e primicias do seu culto no Algarve (1965)
- Festa e cortejo alegórico do Beato Vicente de Santo António no dia da benção da sua 1ª Imagem, Albufeira, 3 de Setembro de 1965 (1965)